# تپه ناصرآباد
تپه ناصرآباد مربوط به هزاره اول قبل از میلاد است و در شهرستان قروه، بخش دهگلان، روستای ناصرآباد واقع شده و این اثر در تاریخ ۱۱ مرداد ۱۳۸۴ با شمارهٔ ثبت ۱۲۶۸۴ به‌عنوان یکی از آثار ملی ایران به ثبت رسیده است.